# みすみインターチェンジ
みすみインターチェンジは、熊本県宇城市三角町三角浦にある熊本天草幹線道路（三角大矢野道路）のインターチェンジ。

## 道路
- 熊本天草幹線道路（三角大矢野道路）

## 接続する道路
- 国道57号
- 国道266号

## 周辺観光地
- 三角駅
- 天草五橋

## 隣
熊本天草幹線道路（三角大矢野道路）
みすみIC - 登立IC